# Leo Baeck
Leo Baeck (tyska: [ˌleːo ˈbɛk] ( lyssna)), född 23 maj 1873 i Lissa i provinsen Posen, död 2 november 1956, var en tysk rabbin och religionsvetenskaplig författare.
Baeck studerade i Breslau och Berlin, och blev 1897 rabbin först i Oppeln och därefter i Düsseldorf, sedan 1912 i Berlin, där han samtidigt blev docent vid Hochschule für die Wissenschft des Judentums. Under första världskriget tjänstgjorde Baeck som fältrabbin vid öst- och västfronterna. Han var under mellankrigstiden den erkände ledaren av den judiska liberalismen i Tyskland. Han blev 1922 ordförande i Tysklands rabbinförbund och från 1924 storpresident i tyska distriktet av orden B'ne B'rit. Ett av Baecks viktigaste arbeten är Das Wesen des Judentums (1918, 4:e upplagan 1926), där han sammanfattar sin religiösa grundåskådning, baserad på utvecklingstanken. Baeck skiljer mellan den judiska religionens kärna (profetismen) och de föränderliga yttre kulturformerna. Han har dessutom publicerat vetenskapliga studier i tidskrifter och samlingsverk.
1933 blev Leo Baeck ordförande i "Riksföreningen för de tyska judarna". Baeck vägrade fly landet i samband med nazisternas maktövertagande, och 1943 inspärrades i Theresienstadt där han dock tillhörde äldsterådet och levde under relativt drägliga förhållanden, men fyra av hans systrar omkom i förintelsen. 1947-1953 var han professor i Cincinnati, och avled 1956 i London.